# Leonidy

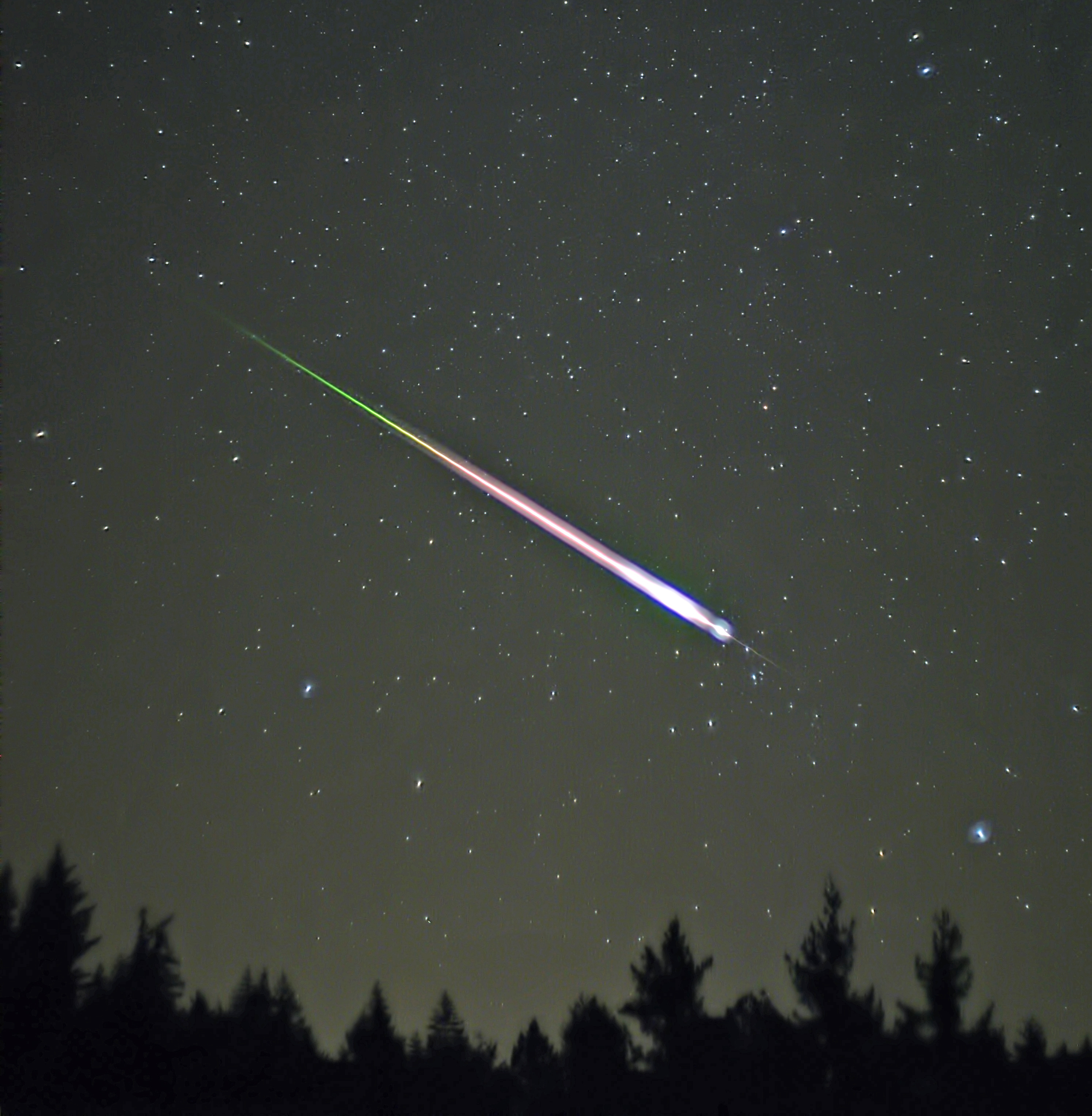
Meteor z roju Leonidów

Leonidy, LEO – rój meteorów aktywny od 10 do 23 listopada, którego maksimum przypada na 17/18 listopada każdego roku. Radiant roju znajduje się w pobliżu gwiazdy podwójnej Gamma Leonis (Algieba) o jasności 2,01m.
Jest to najszybszy znany rój meteorów – prędkość meteoroidów w ziemskiej atmosferze dochodzi do 72 km/s. W przeszłości rój tworzył spektakularne „deszcze meteorów”, np. w roku 1833 (w Ameryce Północnej odnotowano prawie 26 700 meteorów na godzinę), a w roku 1966 obfitość roju oszacowano na 140 000. Ze względu na powrót komety macierzystej z 1998 roku bardzo wysoką aktywność, sięgającą nawet 3000 meteorów na godzinę, notowano w latach 1998-2002.
Leonidy są drobinami materii wyrzuconymi z komety 55P/Tempel-Tuttle.